# Enchenopa gladius
Enchenopa gladius är en insektsart som beskrevs av Fabricius. Enchenopa gladius ingår i släktet Enchenopa och familjen hornstritar. Inga underarter finns listade i Catalogue of Life.